# 岁哥都
岁哥都（?—?），元睿宗拖雷的第十子。蒙哥、忽必烈、旭烈兀、阿里不哥的弟弟。 
根据《元史·宗室世系表》岁哥都有子速不歹，速不歹之子脱脱木儿、哈鲁孙，脱脱木儿之子也速不坚。根据《史集》，岁哥都的儿子是脱脱木儿，或作脱脱帖木儿。 

## 资料来源
- 《元史·宗室世系表》
- 《新元史》